# Evelyn Stolze
Pour les articles homonymes, voir Stolze.
Evelyn Stolze, née le 8 janvier 1954, est une ancienne nageuse allemande ayant représenté la République démocratique allemande.

## Carrière
Participant aux championnats d'Europe de natation 1970 à Barcelone, elle rafle une médaille de chaque métal : l'or sur le 400 m 4 nages, l'argent sur le 200 m 4 nages et le bronze sur le 200 m papillon.
Lors des Jeux olympiques d'été de 1972, elle termine 5e du 400 m 4 nages après battu le record olympique de la distance lors des séries en 5 min 6 s 96.

## Vie privée
Elle est la mère de la nageuse Cathleen Rund.

## Palmarès
| Date | Compétition           | Lieu      | Place | Course         |
| ---- | --------------------- | --------- | ----- | -------------- |
| 1970 | Championnats d'Europe | Barcelone | 1re   | 400 m 4 nages  |
| 1970 | Championnats d'Europe | Barcelone | 2e    | 200 m 4 nages  |
| 1970 | Championnats d'Europe | Barcelone | 3e    | 200 m papillon |
| 1972 | Jeux olympiques       | Munich    | 5e    | 400 m 4 nages  |
| 1972 | Jeux olympiques       | Munich    | 6e    | 200 m 4 nages  |